# 龍之家族 (1988年電影)
《龍之家族》是1988年刘家荣导演的香港黑帮動作片，刘德华、谭咏麟和莫少聪主演。

## 剧情
四大家族老二白狼手下的金牙成贩毒坏了家族帮规，所以被四大家族老大龙英派养子阿伦暗杀，这却引起老二对老大的不满，为了阿伦的安全老大安排阿伦躲到台湾。白狼手下阿徐和阿驹合谋亏空了白狼的几百万元，还暗中贩毒，徐欲自立为王就和驹设计让龙英和白狼自相残杀，他们利用龙哥次子阿业嗜赌之弱点逼他运毒还债，然后将其抓到白狼那里，使得白狼认为龙英在贩毒。其后龙英赴约会见白狼，乱斗中阿驹错手重伤龙英，后来龙英因伤重在医院病房里不治去世，臨終前告誡阿偉不要報仇。
在龙家为龙英举行追悼会之夜，阿徐率手下血洗灵堂，將龍家绝大数人以及老三和老四的江湖势力消除，事后白狼也被徐手刃。在血案期间只有龙哥四子阿华和阿华的妈妈两人从中脱险，阿华的一只手和一條腿也因此受伤，他和妈妈逃到了一艘船上居住以躲避追杀。而血案当晚龙家保镖肥宝开车带着刚从国外读书返港的龙哥幼子阿聪去悼念龙英，两人路上遇到敌人追杀，肥宝为救阿聪而被害，阿聪则躲过一劫乘船赴台北去找阿伦共商复仇大计。阿伦得知龙家悲剧之消息就暂别爱人与阿聪一同返港。
阿华在做皮条客生意时与返港的阿伦和弟弟阿聪团聚，基于安全考虑阿华反对阿聪卷入复仇之事，但阿聪执意要参与报仇。正当三人乘船去看他们妈妈之时，却亲眼目睹妈妈被先他们一步赶到的阿徐手下放火活活烧死。之后他们三兄弟找到阿驹然后逼其引路终于找到徐的藏身之处。双方激战中驹死于自己人之手，三兄弟同心协力杀死徐的大批手下并最终用火烧死了阿徐，替父母及家族报了深仇大恨。

## 角色
| 演員   | 角色       | 備注                                                   | 粵語配音 |
| 劉德華 | 龍家華     | 龍英之四子，靈堂血案倖存者                             | 朱子聰   |
| 譚詠麟 | 阿 倫      | 龍英之養子                                             | 陳永信   |
| 莫少聰 | 龍家聰     | 龍英之幼子，去国外读书                                 | 鄧榮銾   |
| 柯俊雄 | 龍 英      | 四大家族的老大                                         | 源家祥   |
| 苗僑偉 | 龍家偉     | 龍英之大子                                             | 馮永和   |
| 湯鎮業 | 龍家業     | 龍英之次子                                             | 楊捷康   |
| 張國強 | 龍家強     | 龍英之三子                                             | 陳永信   |
| 焦 姣  | 龍英之妻   | 靈堂血案倖存者，但命喪阿徐手上                         | 龍寶鈿   |
| 鄭則士 | 肥 寶      | 龍英手下                                               | 鄭則士   |
| 徐少強 | 阿 徐      | 白狼手下，大反派                                       | 馮永和   |
| 何家駒 | 阿 駒      | 白狼手下，後為阿徐手下，反派                           | 賈鳳梧   |
| 谷 峯  | 白 狼      | 四大家族的老二，反派                                   | 金貴     |
| 劉家榮 | 修 哥      | 龍英的小舅子兼手下                                     | 丁羽     |
| 成奎安 | 白狼手下   |                                                        | 丁羽     |
| 白文彪 | 老 三      | 四大家族的老三                                         | 盧雄     |
| 盧 雄  | 老 四      | 四大家族的老四                                         | 葉榮祖   |
| 馮淬帆 | 緊 Sir     | 警員，龍家的朋友                                       | 馮淬帆   |
| 惠英紅 | 龍家偉之妻 |                                                        |          |
| 高 飛  | 阿徐手下   |                                                        |          |
| 柯受良 | 龍英手下   | 靈堂血案倖存者，因接載受傷的龍家華及龍英之妻而逃過一劫 |          |
| 冼灝英 | 阿徐手下   |                                                        |          |

## 主创
- 导演：刘家荣
- 编剧：阮继志
- 原创音乐：陈永良
- 摄影：梁志明
- 剪辑：黄永明
- 动作指导：麦伟章
- 副导演/助理导演：朱伟光